# MACS J0717.5+3745
MACS J0717.5+3745 (MACS J0717 o abbreviato MACS 0717) è un grande ammasso di galassie posto a 5,4 miliardi di anni luce dalla Terra nella costellazione dell'Auriga, evidenziato dal MAssive Cluster Survey (MACS).

## Descrizione
L'ammasso era formato da quattro ammassi galattici separati che sono andati incontro ad una collisione. È la prima volta che si osserva un fenomeno di questo tipo. Le ripetute collisioni in MACSJ0717 sono la causa di una scia di galassie, gas e materia oscura lunga 13 milioni di anni luce, definita filamento, che scorre in una regione già piena di materia. Quando due o più ammassi di galassie si scontrano, il gas caldo presente nel mezzo interstellare rallenta, ma le galassie, composte per lo più da spazio vuoto, non rallentano altrettanto velocemente. La velocità e la direzione di ognuno degli ammassi coinvolti nella collisione possono così essere approssimativamente calcolate attraverso l'esame dello scostamento tra le galassie e il gas.
Dei quattro sottoammassi, A, B, C, D, il sottoammasso B si sta muovendo rapidamente rispetto agli altri tre, relativamente fermi tra di loro. Il rapido movimento di B presenta l'effetto Sunyaev-Zel’dovich cinetico, ed è la prima volta che, contrariamente all'andamento statistico, viene osservato in un oggetto. L'effetto S-Z cinematico del sottoammasso fu scoperto grazie all'assenza dell'effetto S-Z termico, diversamente dagli altri tre sottoammassi.

## Galleria d'immagini

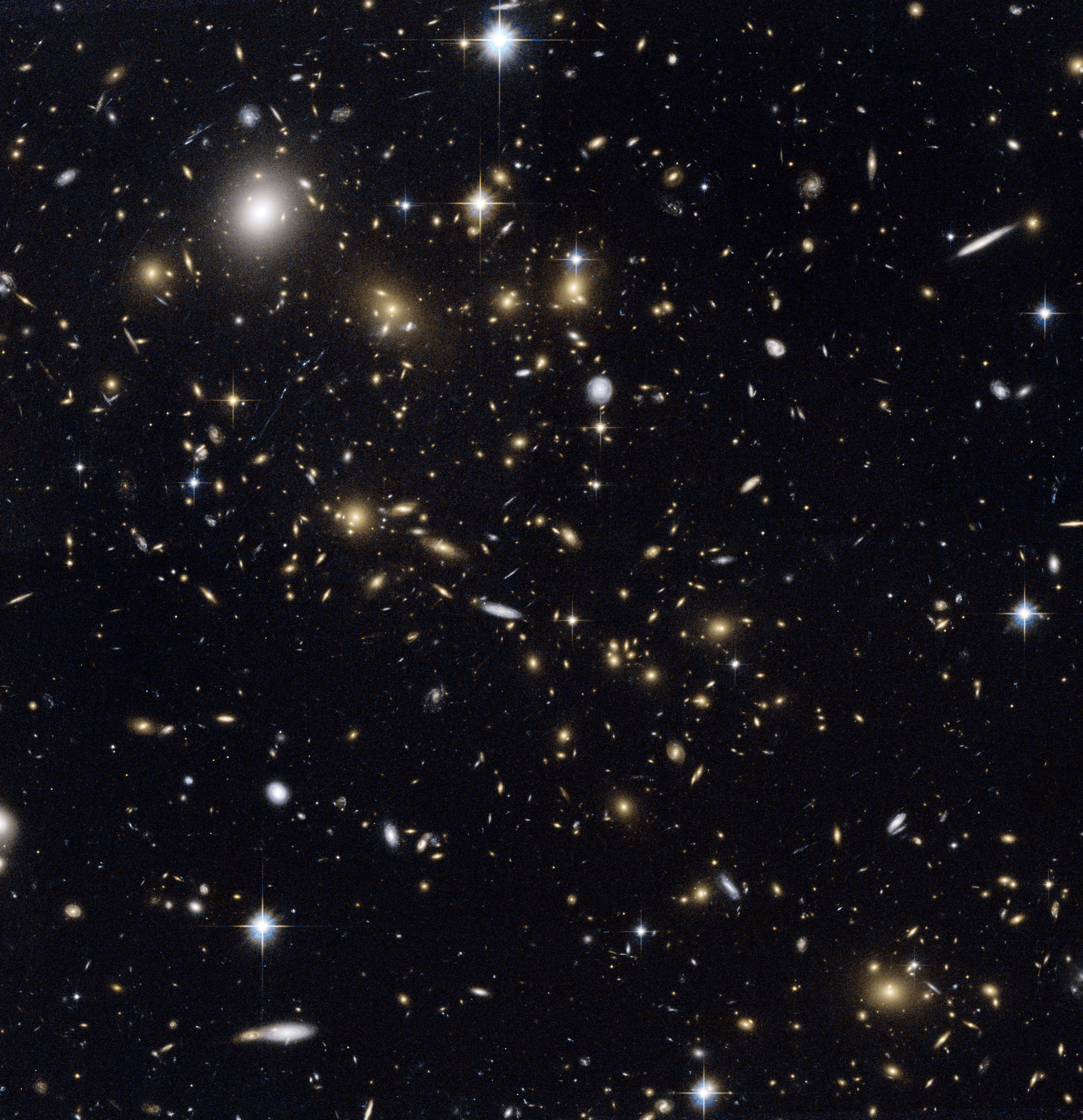
Immagine di MACS J0717.5+3745 ottenuta con il Telescopio spaziale Hubble nel vicino infrarosso
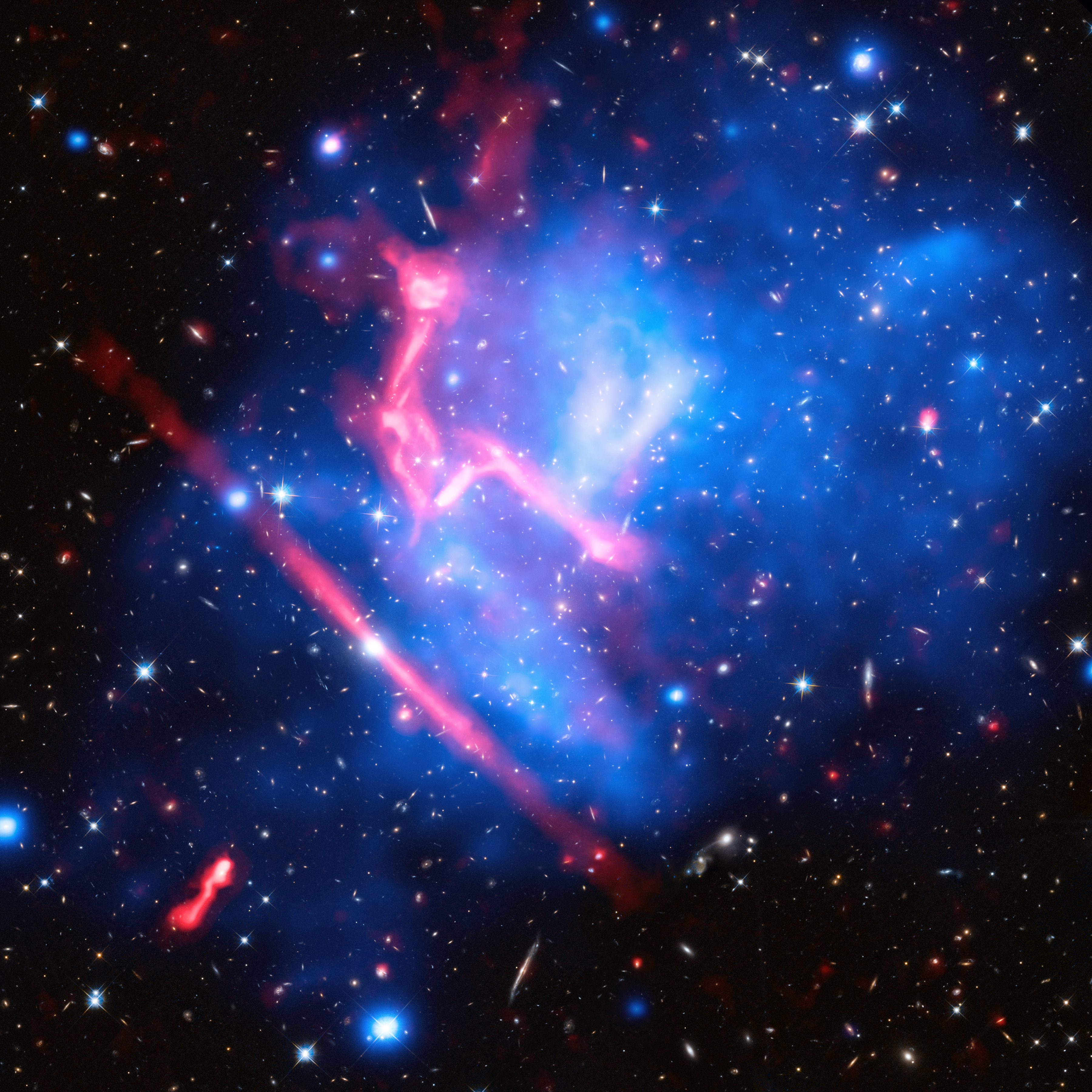
MACS J0717.5+3745 (Chandra - Raggi X).jpg